# Altos Computer Systems ACS-186
Altos Computer Systems ACS-186 (ACS-186) је професионални рачунар фирме Altos Computer Systems који је почео да се производи у САД током 1984. године.
Користио је iApx 186 микропроцесорску јединицу а RAM меморија рачунара је имала капацитет од 512 kb. 
Као оперативни систем кориштен је Xenix.

## Детаљни подаци
Детаљнији подаци о рачунару ACS-186 су дати у табели испод.
|                       |                                                                                           |
| [ 1 ]                 |                                                                                           |
| Произвођач            |                                                                                           |
| Тип                   | професионални рачунар                                                                     |
| Меморија              | 512                                                                                       |
| Поријекло             | Сједињене Америчке Државе                                                                 |
| Година                | 1984                                                                                      |
| Тастатура             | Пуни помак тастера, професионална тастатура, едит и нумерички пад, 16 функцијских тастера |
| Процесор              |                                                                                           |
| Фреквенција процесора | 8                                                                                         |
| RAM                   | 512                                                                                       |
| ROM                   |                                                                                           |
| Текст                 | 80 x 25                                                                                   |
| Графика               | 640 x 400                                                                                 |
| Боја                  | да                                                                                        |
| Звук                  | мали звучник                                                                              |
| Димензије             | непознато                                                                                 |
| Портови               |                                                                                           |
| Оперативни систем     |                                                                                           |